# (3052) Herzen
(3052) Herzen es un asteroide perteneciente al cinturón de asteroides, descubierto el 16 de diciembre de 1976 por la astrónoma soviética Liudmila Chernyj desde el Observatorio Astrofísico de Crimea.

## Designación y nombre
Designado provisionalmente como  1976 YJ3. Fue nombrado Herzen en honor al filósofo, economista y escritor ruso Aleksandr Herzen.